# Venko Markovski
Venko Markovski (en bulgare et en macédonien Венко Марковски), né Veniamin Milanov Tochev (Вениамин Миланов Тошев) le 5 mars 1915 à Skopje et mort en 1988 à Sofia, est un écrivain, poète et homme politique communiste bulgare et macédonien.

## Biographie
Venko Markovski a achevé ses études secondaires à Skopje puis est entré à l'université de Sofia, en Bulgarie, où il a étudié la philologie slave. Membre du Groupe de littérature macédonienne, fondé à Skopje en 1931, et du Cercle de littérature macédonienne de Sofia de 1938 à 1941, il publia en 1938 le premier livre en macédonien non-dialectal, Narodni Bigori. Comme la plupart des politiciens macédoniens de gauche des années 1930, il laissa tomber l'ethnicité bulgare pour se proclamer macédonien. Les Macédoniens, longtemps assimilés soit aux Serbes soit aux Bulgares venait en fait d'être reconnus comme peuple par le Komintern.
Pendant la Seconde Guerre mondiale, à cause de son engagement communiste, il fut envoyé au camp de concentration d'Enikyoi par la police bulgare. En 1943, il rejoint toutefois la Résistance communiste yougoslave, avec sa femme et son fils de cinq ans, Mile. Il a notamment écrit quelques chansons partisanes pendant cette période. Il a ensuite participé à la guerre de Libération en Macédoine et devint une figure importante de la toute nouvelle République socialiste de Macédoine. Entre 1944 et 1945, il participa à la codification de la langue macédonienne et de son alphabet.
Défenseur du Kominform, Venko Markovski se trouve contre le régime titiste lorsque celui-ci rompt avec l'organisation en 1948. Il est brièvement interné au camp d'Idrizovo, près de Skopje. En 1956, après la publication d'un recueil de poèmes jugé anti-titiste, il est à nouveau arrêté et interné, cette fois sur l'île croate de Goli Otok, où il doit faire cinq ans de travaux forcés.
Il quitte la Yougoslavie en 1965 et retourne en Bulgarie. Là, il commence à écrire en bulgare de nombreuses œuvres, notamment des poèmes à la gloire du communisme. Entré à l'Académie bulgare des sciences en 1979, plusieurs fois membre du Parlement à partir de 1971, il a reçu deux très hautes distinctions bulgares, Héros du travail socialiste en 1975 et Héros de Bulgarie en 1985.
Déclaré traître à la nation macédonienne à cause de ses écrits bulgares, il revient à ses racines bulgares et déclare sept jours avant sa mort, lors d'une émission télévisée, que le peuple et la langue macédoniens ne sont qu'une conspiration du Komintern.